# Càrn nan Gobhar (Strathfarrar)
Carn nan Gobhar är ett berg i Storbritannien.   Det ligger i kommunen Highland och riksdelen Skottland, i den norra delen av landet, 700 km norr om huvudstaden London. Toppen på Carn nan Gobhar är 992 meter över havet, eller 149 meter över den omgivande terrängen. Bredden vid basen är 1,8 km.
Terrängen runt Carn nan Gobhar är huvudsakligen kuperad.Runt Carn nan Gobhar är det mycket glesbefolkat, med 3 invånare per kvadratkilometer. Omgivningarna runt Carn nan Gobhar är i huvudsak ett öppet busklandskap.